# Bracon semifusus
Bracon semifusus är en stekelart som beskrevs av Papp 1965. Bracon semifusus ingår i släktet Bracon och familjen bracksteklar. Inga underarter finns listade.